# Fårgrund, Nagu
Fårgrund är en ö nära Kirjais i Nagu,  Finland. Den ligger i Skärgårdshavet i Pargas stad i den ekonomiska regionen  Åboland i landskapet Egentliga Finland, i den sydvästra delen av landet. Ön ligger omkring 3 kilometer nordväst om Kirjais, 5 kilometer söder om Nagu kyrka, 38 kilometer sydväst om Åbo och omkring 170 kilometer väster om Helsingfors. Närmaste allmänna förbindelse är förbindelsebryggan vid Kirjais som trafikeras av M/S Nordep och M/S Cheri.
Öns area är 0,5 hektar och dess största längd är 110 meter i nord-sydlig riktning.